# Andrej Staś
Andrej Leanidawicz Staś, błr. Андрэй Леанідавіч Стась, ros. Андрей Леонидович Стась – Andriej Leonidowicz Staś (ur. 18 października 1988 w Mińsku) – białoruski hokeista, reprezentant Białorusi, olimpijczyk.
Jego brat Siarhiej (ur. 1974) i kuzyn Siarhiej (ur. 1991) także zostali hokeistami.

## Kariera
- Junior Mińsk (2004-2007)
- Junost' Mińsk (2006-2008)
- Dynama Mińsk (2008-2014)
  -  HK Kieramin Mińsk (2008)
- CSKA Moskwa (2014-2015)
- Nieftiechimik Niżniekamsk (2015-2016)
- Dynama Mińsk (2016-2017)
- Awangard Omsk (2017-2021)
- Traktor Czelabińsk (2021-)

Wychowanek Junosti Mińsk. Od 2008 zawodnik Dynama Mińsk. W kwietniu 2012 przedłużył kontrakt z klubem o dwa lata. Od czerwca 2014 zawodnik CSKA Moskwa, związany trzyletnim kontraktem. Od maja 2015 zawodnik Nieftiechimika. Od października 2016 ponownie zawodnik Dynama Mińsk. Od lipca 2017 zawodnik Awangardu Omsk. Od maja 2021 zawodnik Traktora Czelabińsk.
Uczestniczył w turniejach mistrzostw świata w 2009, 2010, 2011, 2012, 2013, 2014, 2015, 2016, 2017 oraz zimowych igrzysk olimpijskich 2010.

## Sukcesy
Klubowe
- Brązowy medal mistrzostw Białorusi: 2007 z Junostią
- Srebrny medal mistrzostw Białorusi: 2008 z Junostią
- Puchar Spenglera: 2009 z Dynama Mińsk
- Puchar Kontynentu: 2015 z CSKA Moskwa
- Brązowy medal mistrzostw Rosji: 2015 z CSKA Moskwa
- Puchar Gagarina – mistrzostwo KHL: 2021 z Awangardem Omsk
- Złoty medal mistrzostw Rosji: 2021 z Awangardem Omsk

Indywidualne
- Mistrzostwa Świata w Hokeju na Lodzie 2016/Elita:
  - Jeden z trzech najlepszych zawodników reprezentacji w turnieju[8]

Wyróżnienie
- Hokeista Roku na Białorusi: 2016[9]